# Sikkim Ekta Manch
Sikkim Ekta Manch (Sikkims Enhetsplattform), var ett politiskt parti i den indiska delstaten Sikkim. SEM grundades i augusti 1997, när L.P. Tiwari och T.M. Rai bröt sig ur Kongresspartiet. Strax därefter bröt sig Rai ur och bildade Sikkim Janashakti Party. I november 1998 gick SEM samman med Kongresspartiet.